# Луїс Міґель
Луїс Міґель (повне ім'я: Луїс Міґель Ґальєґо Бастері, ісп. Luis Miguel Gallego Basteri; *19 квітня 1970, Сан Хуан, Пуерто-Рико, виріс та зробив кар'єру у Мексиці) — мексиканський співак, володіє красивим тембром голоса і славиться романтичним стилем виконання пісень. Він вважається найуспішнішим виконавцем Латинської Америки з початку 1980-х років.
З його особою пов'язани прізвиська «Король», (El Rey), «Сонце», (El Sol). Луїс Міґель отримав багато найпрестижніших нагород у сучасній музиці: 9 нагород Греммі (4 латиноамериканських Греммі, 5 Греммі). Літом 1996 року 26-річний співак одержав зірку на алеї слави Голлівуду в Лос-Анджелесі. У віці 37 років йому удалося випустити на музичний ринок близько 60 млн альбомів  та завоювати чільне місце в історії музики Латинської Америки.
Журнал "Pollstar" має новий рейтинг 50-ти найбільш касових концертних турів в Північній Америці за останнє десятиліття. Луїс Міґель заробив за цей період 137 мільйонів доларів і посів 38-е місце. Луїсу Міґелю вдалося також увійти в список 50 самих успішних гастролюючих артистів 2009. Він заробив за минулий рік на концертах 18.5 мільйона доларів. Треба зауважити, що Луіс Міґель є єдиним латиноамериканським виконавцем у цих списках.

## Дискографія
Warner Music Group
1. ¡México Por Siempre! (2017)
2. Luis Miguel (2010)
3. No Culpes a la Noche – Club Remixes (2009)
4. Complices (2008)
5. Navidades Luis Miguel (2006)
6. Luis Miguel — Grandes Exitos (2005)
7. Mexico En La Piel (2004)
8. 33 (2003)
9. Mis Boleros Favoritos (2002)
10. Mis Romances (2001)
11. Vivo (2000)
12. Amarte Es Un Placer (1999)
13. Romances (1996)
14. Nada Es Igual (1996)
15. El Concierto (1995)
16. Segundo Romance (1995)
17. Aries (1993)
18. America & En Vivo (1992)
19. Romance (1991)
20. 20 Años (1990)
21. Busca Una Mujer (1988)
22. Soy Como Quiero Ser (1987)

EMI
1. Tambien Es Rock (1987)
2. Fiebre De Amor (1985)
3. Luis Miguel Canta In Italiano (1985)
4. Ya Nunca Mas (1984)
5. Palabra De Honor (1984)
6. Decidete (1983)
7. Directo Al Corazon (1982)
8. El Sol (1982)

## Дуети
1. Лусеро «Todo El Amor Del Mundo» (альбом «Fiebre de Amor»)
2. Sheena Easton[en] «Me Gustas Tal Como Eres»
3. Лора Бреніген «Sin Hablar» (альбом «Soy Como Quiero Ser»)
4. Росіо Банкельс «No Me Puedo Escapar De Ti» (альбом «Soy Como Quiero Ser»)
5. Сінатра Френк «Come Fly With Me» (альбом «Duets II»)

## Співробітництва
1. «Tower of Power[en]» «Que Nivel De Mujer» (альбом «Aries»)
2. Королівський філармонічний оркестр (альбом «Mis Romances»)
3. «Take 6[en]» «Te Necesito» (альбом «33»)
4. Mariachi Vargas De Tecalitlan[en] (альбом «Mexico en la Piel»)

## Фільмографія
1. Ya nunca más (1984)
2. Fiebre de amor (1985)
3. Un Año De Conciertos (1991)
4. El Concierto (1995)
5. Vivo (2000)
6. Grandes Exitos Videos (2005)

## Нагороди
| Рік  | Категорія                                                          | Альбом / Пісня          | Греммі                      |
| ---- | ------------------------------------------------------------------ | ----------------------- | --------------------------- |
| 1984 | Найкращий латиноамериканський запис                                | Me gustas Tal Como Eres | Греммі                      |
| 1993 | Найкращий латиноамериканський поп альбом                           | Aries                   | Греммі                      |
| 1994 | Найкраще чоловіче вокальне виконання латиноамериканскої поп музики | Segundo Romance         | Греммі                      |
| 1997 | Найкращий латиноамериканський поп альбом                           | Romances                | Греммі                      |
| 2000 | Альбом року                                                        | Amarte es un Placer     | Латиноамериканський Греммі  |
| 2000 | Найкраща пісня                                                     | Tu Mirada               | Греммі                      |
| 2000 | Найкращий альбом                                                   | Amarte es un Placer     | Латиноамериканський Греммі  |
| 2005 | Найкращий альбом музики ранчера                                    | México en la Piel       | Латиноамериканський Греммі  |
| 2005 | Найкращий мексиканський/мексикано-американський альбом             | México en la Piel       | Греммі                      |
| 2018 | Найкраще латиноамериканське турне року                             | ¡México Por Siempre!    | Latin American Music Awards |
| 2018 | Альбом року                                                        | ¡México Por Siempre!    | Латиноамериканський Греммі  |
| 2108 | Найкращий альбом музики ранчера                                    | ¡México Por Siempre!    | Латиноамериканський Греммі  |
| 2019 | Найкращий мексиканський/мексикано-американський альбом             | ¡México Por Siempre!    | Греммі                      |
| 2019 | Найкраще латиноамериканське турне року                             | ¡México Por Siempre!    | Latin American Music Awards |